# Hispa atra
Hispa atra — вид жуків родини листоїдів (Chrysomelidae).

## Поширення
Вид поширений в Європі, Північній Африці, на Близькому Сході та в Середній Азії на схід до Китаю.

## Опис
Жук завдовжки 3-4 мм. Тіло чорного кольору, повністю вкрите численними короткими, але міцними, колючками.

## Спосіб життя
Дорослі жуки спостерігаються з квітня по вересень. Трапляються на сухих луках, полях, степових ділянках. Личинки мінують листя злакових трав.